# Nordiska Aviatik AB
Nordiska Aviatik AB, NAB, bildades 1916 av Carl Cederström och civilingenjören Lars Fjällbäck i lokaler vid Tellusborg i Midsommarkransen. Som provflygare och flyglärare vid firmans flygskola i Furusund anställdes marinflygaren Carl Gustaf Krokstedt.
Efter en studieresa till USA lyckades man få licens för tillverkning av Curtiss-flygplan och leveranser av vätskekylda Curtiss-motorer. Fabrikens första produktion blev NAB 9 som var en kopierad och förbättrad Albatros B.II som levererades till arméflyget samt 3 st. till Finlands flygvapen, registrerade F2, F3 och F6, där de flögs till 1920. Dessa plan utförde stridsuppdrag under finska inbördeskriget 1918, främst spaning men även bombning från sittbrunnen. NAB 17 var en av Fjällbäck modifierad ensitsig Albatros som var tänkt att bli ett jaktplan, flygplanet såldes till Finlands flygvapen men utrangerades 1919. I juni 1918 var NAB 12, ett större biplan på flottörer med 2 stycken Scania-Vabis 120 hkr motorer, färdigt. Flygplanet såldes till Finlands flygvapen. Under leveransflygningen, den 29 juni 1918, med Krokstedt vid spakarna och Cederström som passagerare mötte man tät dimma över Ålands hav och totalhavererade. Tragedin stoppade NAB:s fortsatta existens.

## Flygplan producerade vid Nordiska Aviatik AB
- NAB 9 - kopia av Albatros B.II, tvåsitsig
- NAB 12 - kopia av Curtiss Twin JN
- NAB 17 - modifierad kopia av Albatros B.II